# Аргинский сельсовет
Арги́нский сельсове́т — сельское поселение в Серышевском районе Амурской области.
Административный центр — железнодорожная станция Арга.

## История
24 января 2005 года в соответствии с Законом Амурской области № 425-ОЗ муниципальное образование наделено статусом сельского поселения.

## Население
| 2002 | 2010  | 2011  | 2012 | 2013 | 2014 | 2015 |
| ---- | ----- | ----- | ---- | ---- | ---- | ---- |
| 1238 | ↘1014 | →1014 | ↘977 | ↘954 | ↘937 | ↗946 |
| 2016 | 2017  | 2018  | 2021 |      |      |      |
| ↘926 | ↘908  | ↗915  | ↘835 |      |      |      |

## Состав сельского поселения
| № | Населённый пункт | Тип населённого пункта                          | Население |
| - | ---------------- | ----------------------------------------------- | --------- |
| 1 | Арга             | железнодорожная станция, административный центр | ↗568      |
| 2 | Введеновка       | село                                            | ↘263      |
| 3 | Весёлое          | село                                            | ↘84       |